# Gaston d'Audiffret
Charles-Louis-Gaston markies d'Audiffret (Parijs, 10 oktober 1787 - aldaar, 19 april 1878) was een Frans hoog ambtenaar, econoom en politicus.

## Biografie
In 1812 werd d'Audiffret auditeur bij de Raad van State. In 1817 werd hij maître des requêtes aan dezelfde instelling, om er in 1828 staatsraad te worden. In 1829 werd hij voorzitter van het Rekenhof en in 1847 voorzitter van de Deposito- en Consignatiekas.
Op 26 januari 1852 was d'Audiffret een van de 84 persoonlijkheden die door keizer Napoleon III werden benoemd tot senator. Hij zou in de Senaat blijven zetelen tot de afkondiging van de Derde Franse Republiek op 4 september 1870. Daarmee is hij een van de langstzittende senatoren geweest.
In 1859 was d'Audiffret een van de medestichters van de bank Crédit industriel et commercial. Hij werd vervolgens in 1866 lid van de Académie des sciences morales et politiques.
In 1869 werd d'Audiffret onderscheiden met het grootkruis in het Legioen van Eer.
- Biblioteca Nacional de España: XX833559
- Bibliothèque nationale de France: cb12511893s (data)
- Gemeinsame Normdatei: 124019749
- International Standard Name Identifier: 0000 0000 8096 6198
- Library of Congress Control Number: n88108906
- Base Léonore: LH//71/57
- Nederlandse Thesaurus van Auteursnamen: 159644402
- Système universitaire de documentation: 034355057
- Virtual International Authority File: 17329417
- WorldCat: E39PBJkddFTvQvQBK3WRTPR3Qq